# Montagnette
La Montagnette ist eine Hügelkette in Südfrankreich zwischen Avignon im Norden und Tarascon im Süden, im äußersten Nordwesten des Département Bouches-du-Rhône. Sie wird im Westen und Süden von der Rhone und im Norden von der Durance umflossen.
Die Hügelformation stammt aus dem Mesozoikum, aus der Zeit vor 70 Millionen Jahren, und erstreckt sich über eine Fläche von 6000 Hektar, von denen zwei Drittel von Aleppokiefern besiedelt sind. Ein Viertel des Höhenzugs gehört zur Gemeinde Barbentane, sein höchster Punkt, der „Mont de Raous“ (167 Meter), etwa 800 Meter westlich der Abtei Saint-Michel-de-Frigolet, befindet sich auf dem Gebiet der Gemeinde Boulbon. Im Osten der Montagnette, auf dem Gebiet der Gemeinde Graveson, befand sich das antike Oppidum La Roque, eine Siedlung aus dem 6. Jahrhundert v. Chr.
Es ist wahrscheinlich, dass die Montagnette den 10.000 Legionären des römischen Generals Gaius Marius als Feldlager gedient hat, als sie im Jahr 103 v. Chr. auf das Herannahen der Kimbern und Teutonen gewartet haben. Ebenso dürften im Jahr 218 v. Chr. hier die karthagischen Truppen Hannibals mit ihren 300 Elefanten durchgezogen sein, als sie auf dem Weg nach Rom waren.
Die seit Anfang des 20. Jahrhunderts hauptsächlich mit Aleppokiefern bepflanzte Fläche von rund 6.000 ha wurde mehrmals durch Brände, insbesondere im Sommer, vernichtet und ist als besonders brandgefährdete Zone (Zone rouge; mit strikten Auflagen) eingestuft.